# Christian Coulson
Christian Peter Coulson (Manchester, 3 oktober 1978) is een Engels acteur.

## Biografie
Coulson ging naar Westminster,een Engelse kostschool in Londen. Verder was hij 7 jaar lid van het National Youth Music Theatre (Nationaal Jeugd Theater) en schreef het boek en de liedteksten voor een productie van “The Fallen” toen hij op de Bedford Modern School zat.
Na zijn opleiding op Westminster voltooid te hebben begon hij met een studie Engels aan Cambridge University. Deze sloot hij succesvol af. Coulson heeft in een groot aantal films, televisieshows en toneelproducties gespeeld. De bekendste hiervan is Harry Potter and the Chamber of Secrets waarin hij de rol van Marten Vilijn (de jongere versie van Voldemort) vervulde. Hij benaderde Warner Bros. nadien om de rol terug op te nemen voor de zesde film, maar de studio weigerde dit.